# Saint-Martin-Lars-en-Sainte-Hermine
Saint-Martin-Lars-en-Sainte-Hermine è un comune francese di 420 abitanti situato nel dipartimento della Vandea nella regione dei Paesi della Loira.

## Società

### Evoluzione demografica
Abitanti censiti